# Iconographe

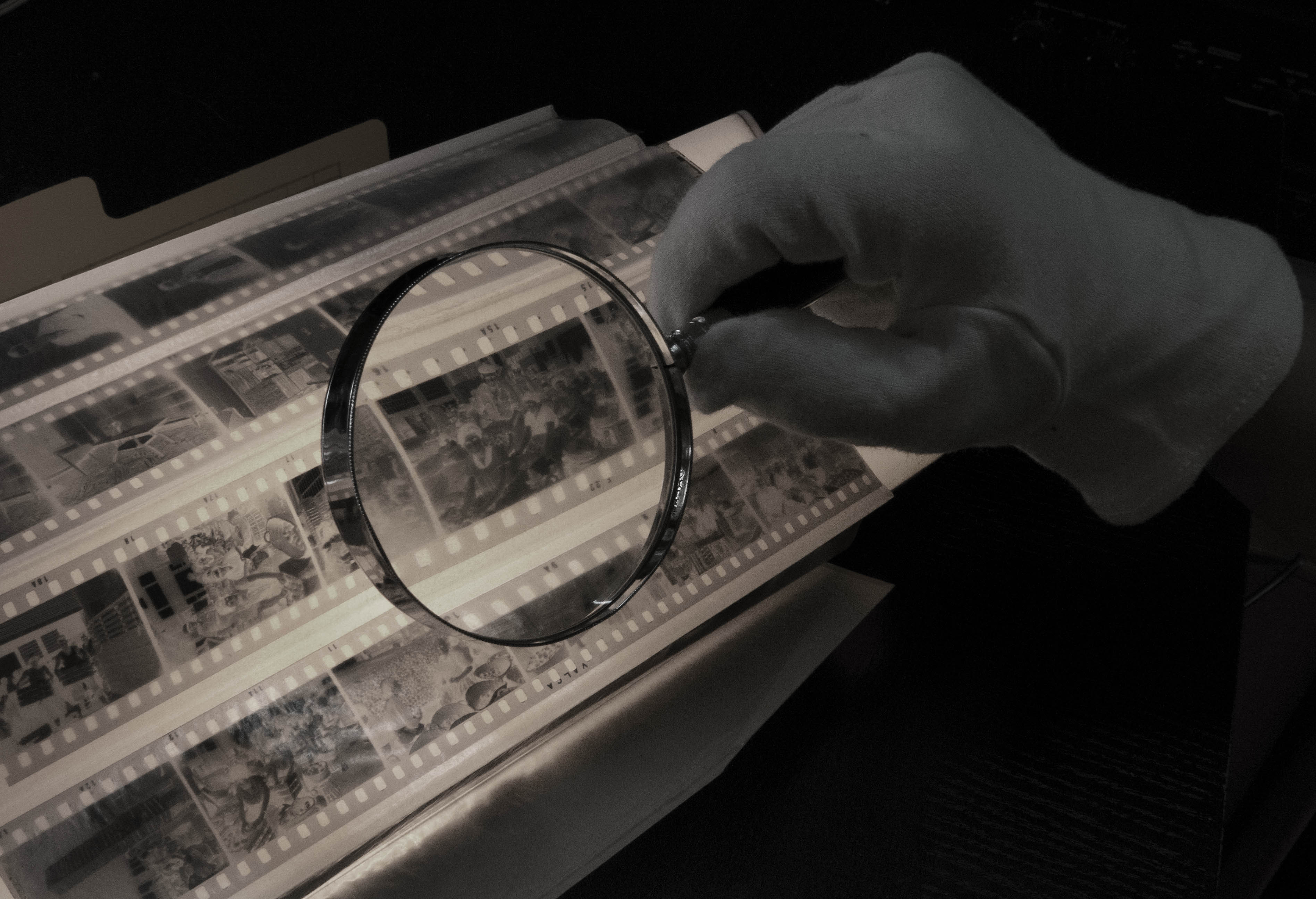
Iconographe regardant les négatifs de photos.

Un iconographe est un professionnel de l'image qui est chargé de trouver les images fixes (photographies, dessins...) qui illustreront de façon pertinente les publications papier ou en ligne dans la presse, dans l'édition, dans des entreprises ou des institutions. Le terme « rédacteur photo » (ou l'anglicisme « éditeur photo ») est aussi parfois utilisé, de même que acheteur d'art. S'il travaille sur des images animées (films et vidéos), on parle alors de « documentaliste audiovisuel » ou encore de « recherchiste. »

## Fonctions et missions
L'iconographe gère souvent toute la chaîne de l'image, de sa production à sa diffusion, ce qui inclut notamment : 
- préparation et suivi des reportages photo ou commande d'illustrations ;
- recherche d'images dans des agences photographiques, auprès de photographes, de collectifs... ;
- gestion des droits (droit d'auteur, droit à l'image) ;
- gestion du budget ;
- archivage.

Dans certains cas, l'iconographe gère un fonds iconographique sur une base de données. On parle alors de documentaliste-iconographe ou de documentaliste-audiovisuel s'il s'agit d'images animées.

## Évolutions du métier
Le développement des technologies à la fin du XXe siècle a fait évoluer le métier d'iconographe : l'informatique a facilité les recherches et le nombre incalculable de visuels en circulation sur Internet a complexifié le rapport de la société à son image. Les iconographes doivent donc constamment être en veille, suivre les dernières tendances, non seulement en matière de création artistique et de production photojournalistique, mais aussi concernant les nouvelles techniques : réalité virtuelle, réalité augmentée, web-documentaire...
Il existe des associations d'iconographes, comme l'Association nationale des iconographes (ANI) en France ou la Picture Research Association au Royaume-Uni. 